# 广德庵 (宁波市)
29°52′21.11″N 121°26′46.47″E / 29.8725306°N 121.4462417°E
广德庵位于中国浙江省宁波市海曙区集士港镇祝家桥村祝家桥自然村，民国建筑，局部为1949年后重修。主体坐北朝南，为合院式结构，沿中轴线，由南及北分别前、中、后三进建筑，大井位于前天井中部，井壁由青砖砌筑，呈圆锥形，井圈为圆形，厢房分前后两部分，位于前后天井两侧，前厢为单开间建筑，后厢大部已改建，2010年公布为鄞州区文物保护单位:344，2018年12月28日因行政区划调整公布为海曙区文物保护单位。

天王殿
大雄寶殿